# St. Mary's University
St. Mary's University är ett universitet i Sydsudan. Det ligger i den sydöstra delen av landet, i huvudstaden Juba. 